# Taxonomie de Bloom
Pour les articles homonymes, voir Bloom.

La roue de la taxonomie de Bloom.

La taxonomie de Bloom est un modèle de la pédagogie proposant une classification des niveaux d'acquisition des compétences cognitives.
Benjamin Bloom, bien qu'il n'en soit pas le seul créateur (34 universitaires américains participent aux conférences de 1949 à 1953), est souvent reconnu comme le « père » de cet outil,.

## Description
La taxonomie organise l'information de façon hiérarchique, de la simple restitution de faits jusqu'à la manipulation complexe des concepts, qui est souvent mise en œuvre par les facultés cognitives dites supérieures. L'usage de taxonomies se retrouve entre autres dans la pédagogie par objectifs, ou dans les propositions du mouvement de l'éducation nouvelle. C'est donc une approche bottom-up où on bâtit depuis ce qui est facile à connaître, accessible aux sens et aisé à communiquer - des fondations, en quelque sorte - vers des constructions mentales plus élaborées ensuite.

## Composition

La taxonomie des objectifs éducationnels selon Bloom.

Elle peut être résumée en six niveaux hiérarchiques. À chaque niveau correspondent des opérations typiques. En général, plus une personne est capable d'en effectuer, plus elle « navigue » parmi les niveaux.
La taxonomie est proposée comme une aide aux enseignants pour formuler des questions qui permettent de situer le niveau de compréhension des élèves. Par exemple, une question peut servir à déterminer qu'un élève est compétent dans la connaissance des faits, la compréhension, l'application, l'analyse, la synthèse et l'évaluation. En structurant les questions, les enseignants sont à même de mieux connaître les faiblesses et les forces des élèves, ce qui permet de favoriser la progression de l'apprentissage vers des niveaux supérieurs.

## Révision
Depuis sa formulation en 1956, les critiques de la taxonomie de Bloom ont généralement porté, non pas sur l'existence des six catégories, mais sur la réalité d'un lien hiérarchique séquentiel entre elles.
Certains considèrent les trois niveaux les plus bas (connaissance, compréhension, application) comme étant hiérarchiquement ordonnés, mais les trois niveaux supérieurs (analyse, évaluation et synthèse) comme égaux. D'autres proposent qu'il soit parfois plus approprié de commencer par l'application, avant l'introduction des nouveaux concepts.
Ainsi, en 2001, une taxonomie révisée de Bloom a été proposée par plusieurs auteurs dont Lorin W. Anderson (université du Texas) et David R. Krathwohl (université d'État du Michigan, coauteur de la taxonomie originelle). Cette révision place entre autres la synthèse à un niveau supérieur à celui de l'évaluation.

## Applications
Certains référentiels de l'Éducation nationale française définissent quatre niveaux d'acquisition et de maîtrise des savoirs, qui correspondent aux quatre premiers niveaux de la taxonomie de Bloom :
1. Niveau d'information : le savoir est relatif à l'appréhension d’une vue d’ensemble d’un sujet : les réalités sont montrées sous certains aspects de manière partielle ou globale ;
2. Niveau d'expression : le savoir est relatif à l'acquisition des moyens d'expression et de communication : définir, utiliser les termes composant la discipline. Il s'agit de maîtriser un savoir ;
3. Niveau de la maîtrise d'outils : le savoir est relatif à la maîtrise de procédés et d'outils d'étude ou d'action : utiliser, manipuler des règles ou ensembles de règles (algorithmes), de principes, en vue d'un résultat à atteindre. Il s'agit de maîtriser un savoir-faire ;
4. Niveau de la maîtrise méthodologique : le savoir est relatif à la maîtrise d'une méthodologie de pose et de résolution de problèmes : assembler, organiser les éléments d'un sujet, identifier les relations, raisonner à partir de ces relations, décider en vue d'un but à atteindre. Il s'agit de maîtriser une démarche : induire, déduire, expérimenter, se documenter.

Chaque niveau englobe les précédents.
Aux États-Unis, la taxonomie de Bloom est bien connue des enseignants des programmes K–12 qui s'adressent aux élèves des niveaux primaire et secondaire (qui comptent 12 années de scolarité).